# Hellmuth Himmel
Hellmuth Himmel (* 21. Februar 1919 in Maribor, Slowenien; † 19. Jänner 1983 in Graz) war ein österreichischer Germanist und Kabarettautor.

## Leben
1920 übersiedelte die Familie von Maribor nach Graz. Hellmuth Himmel besuchte in Graz das Gymnasium, studierte an der Universität Graz Germanistik und arbeitete ab 1946 am Germanistischen Institut und erhielt später den Lehrstuhl.
Hellmuth Himmel war nach dem Zweiten Weltkrieg Gründer des Grazer Hochschulstudios und wesentlich an den Kabarettabenden des Studentenbrettls als Texter und auf der Bühne beteiligt. Für die Grazer Kabarett-Ensembles, Forum Zoo, Treffpunkt Orpheum und Die Tellerwäscher textete Hellmuth Himmel unter dem Pseudonym Erik Rumbach.

## Schriften
- Gerichtet! Gerettet! Auswahl der Werke von Hans Kaltneker (Einleitung und Auswahl). Stiasny-Bücherei, Nr. 47, Stiasny Verlag, Graz/Wien 1959
- Geschichte der deutschen Novelle. Bern 1963.
- Achim von Arnims Toller Invalide und die Gestalt der deutschen Novelle. Versuch einer literaturwissenschaftlichen Grundlegung. Selbstverlag, Graz 1967.
- Adalbert Stifters Novelle "Bergmilch". Eine Analyse. Böhlau, Wien 1973, ISBN 3-412-85973-7.
- Das unsichtbare Spiegelbild. Studie zur Kunst und Sprachauffassung Rainer Maria Rilkes. Centro Studi Rainer Maria Rilke e il suo Tempo, Duino-Trieste 1975.
- Wirkungen Rilkes auf den österreichischen Roman. Existentielle Probleme bei Musil, Broch und Doderer. Böhlau, Wien 1981, ISBN 3-412-00581-9.